# Zabiele (gmina Kolno)
Zabiele – wieś w Polsce położona w województwie podlaskim, w powiecie kolneńskim, w gminie Kolno.
Wieś położona jest przy drodze wojewódzkiej nr 647.
Wieś liczy 954 mieszkańców i ok. 230 domów. Wieś dzieli się na kilka części: centralnie położone Zabiele przy szosie i Stara Wieś oraz peryferyjne Dreski, Przymiarki, Zarośle, Połosiecz.

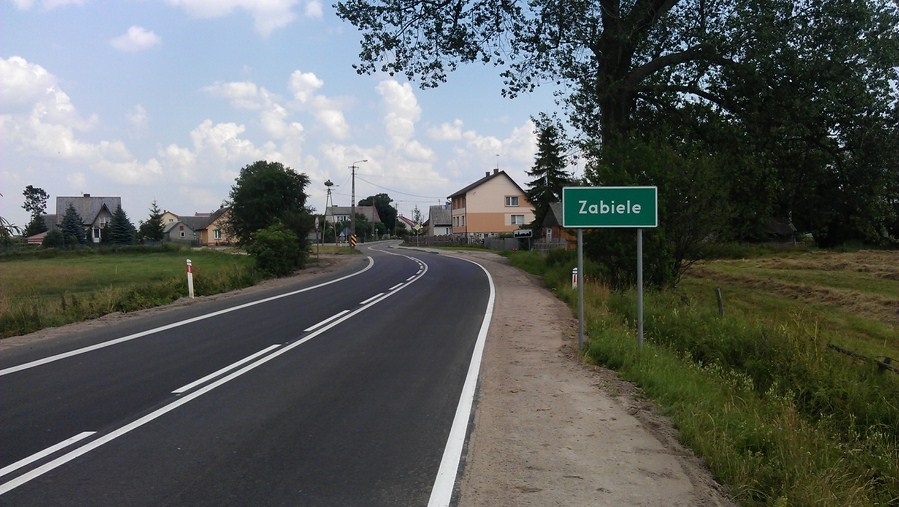
Wjazd do Zabiela od strony zachodniej (lipiec 2012)

## Części wsi
| SIMC    | Nazwa       | Rodzaj    |
| ------- | ----------- | --------- |
| 0399918 | Pasterczyk  | część wsi |
| 0399924 | Podłosiacze | część wsi |
| 0399930 | Przymiarki  | część wsi |
| 0399947 | Zakaleń     | część wsi |

## Historia
28 sierpnia 1413 roku książę Janusz I Starszy, przebywając w Miastkowie, potwierdził sprzedaż wójtostwa we wsi książęcej Zabiele, dokonaną przez mieszczan nowogrodzkich – Jakuszowi, wójtowi z Borkowa. Za to wójtostwo Jakusz zapłacił nowogrodzkim mieszczanom 200 kop groszy. W tym samym dniu w Miastkowie książę Janusz I potwierdził sprzedaż wójtostwa w Borkowie. Jakusz z Borkowa sprzedał swoje wójtostwo w Borkowie braciom: Mikołajowi, Wojciechowi i Pawłowi. Jak wynika z powyższych transakcji, Zabiele było wsią książęcą, jak większość wsi kurpiowskich. Jej powstanie datuje się na koniec XIV lub początek XV wieku. Jak na owe czasy była to duża wieś.
W roku 1565 Zabiele liczyło 50 włók ziemi, w tym 6 włók ziemi wójtowskiej. Wieś zamieszkiwało 63 kmieci z rodzinami. Poza tym wieś liczyła 13 karczm. Karczmarze byli zobowiązani do dawania po 3 sędy piwa rocznie na łomżyński książęcy dwór. W 1525 roku książę Janusz l wydzierżawił szlachcicowi Józefowi z Jeziorka za 500 kop groszy starostwo kolneńskie wraz z miastem Kolnem i wsiami: Łabną, Zabielem i Czerwonem. W roku 1526 po bezpotomnej śmierci ostatnich książąt mazowieckich – Janusza i Stanisława – Mazowsze włączono do Korony. Książęta mazowieccy byli lennikami króla, jednak cała ziemia i jej bogactwa były własnością panującego księcia. Dobra, które po włączeniu Mazowsza do Korony nie zostały rozdysponowane wcześniej przez kolejnych książąt, stanowiły po 1526 roku dobra królewskie. Taka sama zmiana właściciela dotyczyła wsi książęcych zasiedlonych chłopami. Odtąd Zabiele było wsią królewską. W 1531 roku Zabiele, jako wieś królewska, należało do powiatu kolneńskiego ziemi łomżyńskiej województwa mazowieckiego. W roku 1541 król Zygmunt Stary wydanym dekretem rozstrzygnął sprawę wójtostwa w Kolnie między Wojciechem Zabielskim a Mikołajem Minde. Zabielscy od roku 1480 pieczętowali się herbem Trzaska. W roku 1546 część wójtostwa kolneńskiego została nadana Mikołajowi Skrodzkiemu z Rudy, a druga część Wojciechowi Zabielskiemu z Zabiela. W rok później Wojciech Zabielski zrezygnował ze swego urzędu na rzecz krewnych – również Zabielskich. W roku 1556 Hieronim Modliszewski po uzyskaniu zgody od króla wykupił wójtostwo we wsi Łabna i we wsi Zabiele, biorąc je w dożywotne posiadanie.
W 1569 roku mieszkańcy Zabiela zapłacili 246 florenów podatku do skarbu państwa. Płacili również dziesięcinę na rzecz kościoła w Kolnie. W czasie wojen szwedzkich w 1673 roku wieś Zabiele przeżywała bardzo trudne czasy. Została wyniszczona i straciła wielu mieszkańców. Na 53 włóki ziemi obsiano jedynie 2,5 włóki.
W 1795 roku, po ostatnim rozbiorze Polski, Zabiele znalazło się w zaborze pruskim, od 1807 roku w Księstwie Warszawskim, a od 1815 roku w Królestwie Polskim.
Wsie kurpiowskie były buntowniczo nastawione do carskiego zaborcy. 27 stycznia 1905 r. gubernator łomżyński donosił generalnemu gubernatorowi w Warszawie Michaiłowi I. Czertkowowi o zniszczeniu rządowych tablic z godłem carskim i rosyjskojęzycznymi napisami oraz o wybiciu szyb w szkołach początkowych, między innymi we wsi Zabiele.
Według Powszechnego Spisu Ludności z 1921 roku we wsi mieszkało 1159 osób, 1154 było wyznania rzymskokatolickiego, 3 prawosławnego a 2 greckokatolickiego. Jednocześnie 1154 mieszkańców zadeklarowało polską przynależność narodową, 3 rosyjską a 2 rusińską. Były tu 192 budynki mieszkalne. Miejscowość należała do parafii rzymskokatolickiej w m. Łosewo. Podlegała pod Sąd Grodzki w Kolnie i Okręgowy w Łomży; właściwy urząd pocztowy mieścił się w Kolnie.
W okresie międzywojennym mieszkańcy wsi w 1927 roku założyli Ochotniczą Straż Pożarną w Zabielu.
W wyniku napaści ZSRR na Polskę we wrześniu 1939 miejscowość znalazła się pod okupacją sowiecką. 2 listopada została włączona do Białoruskiej SRR. 4 grudnia 1939 włączona do nowo utworzonego obwodu białostockiego. Od czerwca 1941 roku pod okupacją niemiecką. 22 lipca 1941 r. włączona w skład okręgu białostockiego III Rzeszy.
W czasie okupacji niemieckiej prowadzono we wsi tajne nauczanie, które rozpoczęto w roku 1941. Nauczycielkami tajnych kompletów w Zabielu były: Józefa Bazydło, Ludwika Jakubowska (posłanka na Sejm w latach 1961–65), Janina Kacprzak, Halina Komorowska, Florentyna Rainko i Józefa Samul. W latach 1954–57 powstał nowy budynek szkoły w Zabielu. Do 1972 roku przebiegała przez wieś linia kolei wąskotorowej Kolno – Myszyniec, zbudowana jeszcze przez Niemców w 1915 roku.
W latach 1975–1998 miejscowość należała administracyjnie do województwa łomżyńskiego.
W 1971 roku z inicjatywy strażaków została zorganizowana zbiórka pieniędzy na budowę nowej remizy strażackiej, którą oddano do użytku 22 lipca 1973 roku.
W 2007 roku społeczeństwo ufundowało sztandar dla Ochotniczej Straży Pożarnej w Zabielu.
Na początku lat 90. XX wieku wieś rozpoczęła budowę kościoła. Parafia Zabiele została erygowana 26 lipca 1998 roku.

### Nazwa miejscowości
W dokumentach średniowiecznych pobliskie bagno u ujścia Łabny do Skrody nazywano Łosiową Bielą. Wieś położona za tym bagnem została nazwana Zabiele.
Według opowieści nazwa wsi Zabiele wywodzi się stąd, że przez wieś przepływa niewielki strumyk, przy którym kobiety zabielały tkaniny które potem suszyły na słońcu.
Według drugiej hipotezy nazwa miejscowości pochodzi od tego, że kiedyś wieś była spowita gęstą mgłą. Mieszkańcy jadący do Zabiela mawiali jadę za biele, gdzie biele oznaczało właśnie mgłę.

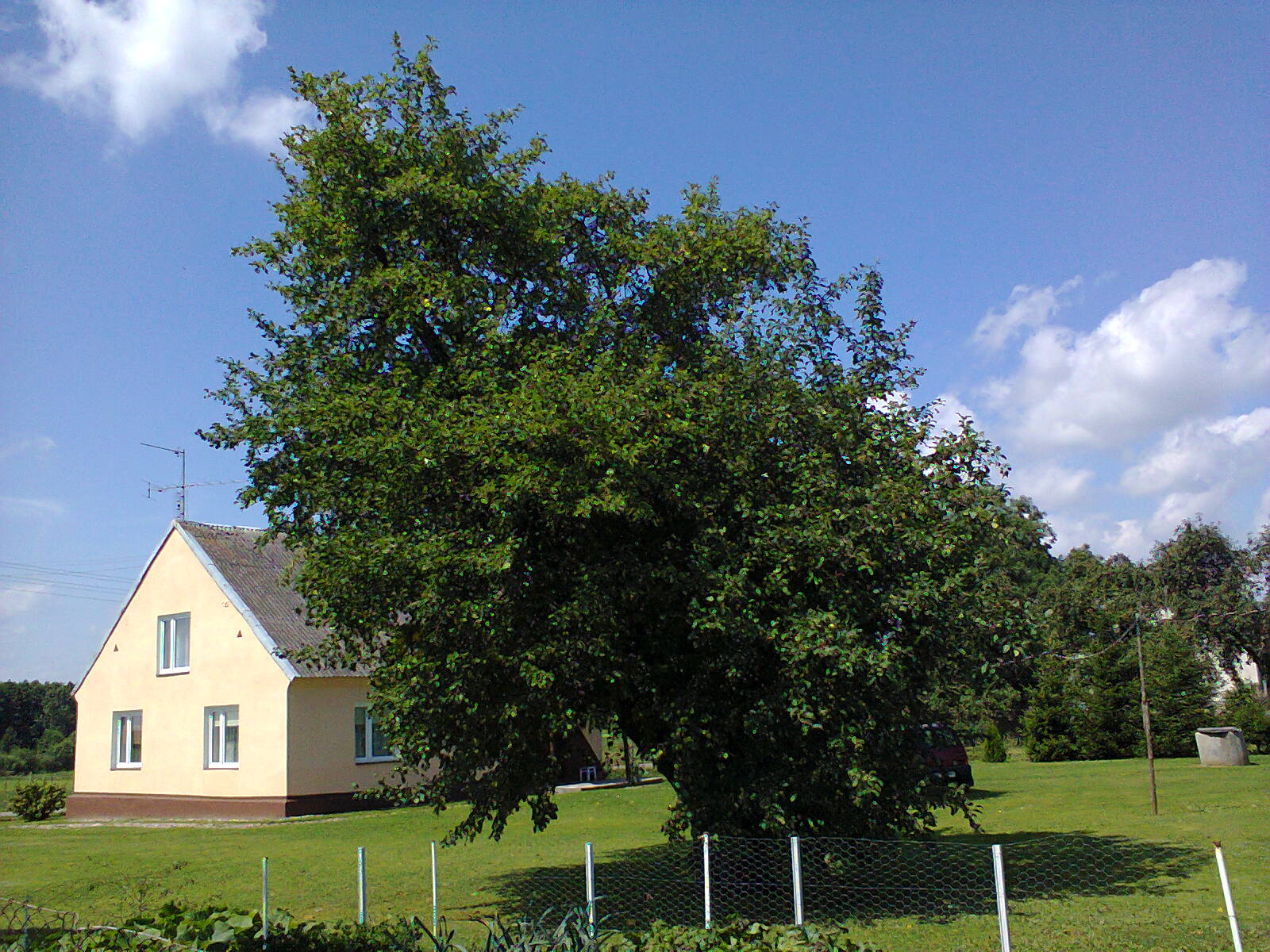
Jabłoń rosnąca na jednej z posesji w Zabielu będąca pomnikiem przyrody

## Gospodarka i przemysł
Rolnictwo głównie jest nastawione na produkcję mleka. W uprawach przeważają kukurydza na kiszonkę, zboża oraz użytki zielone.

## Sport

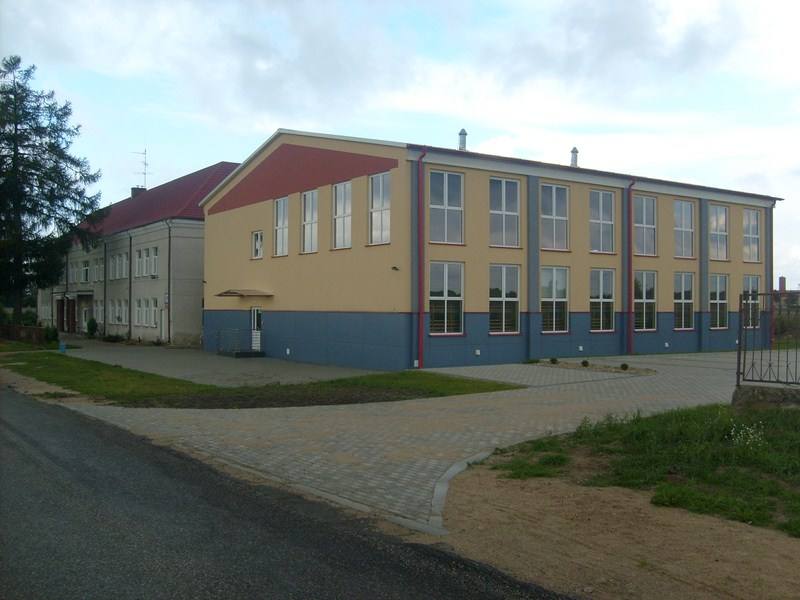
Zespół Szkół Samorządowych w Zabielu (wrzesień 2012)

- LZS Zabiele (piłka nożna)
- „Mgła” Zabiele (siatkówka)

## Edukacja
- Zespół Szkół Samorządowych w Zabielu – w jego skład wchodzą szkoła podstawowa i gimnazjum.

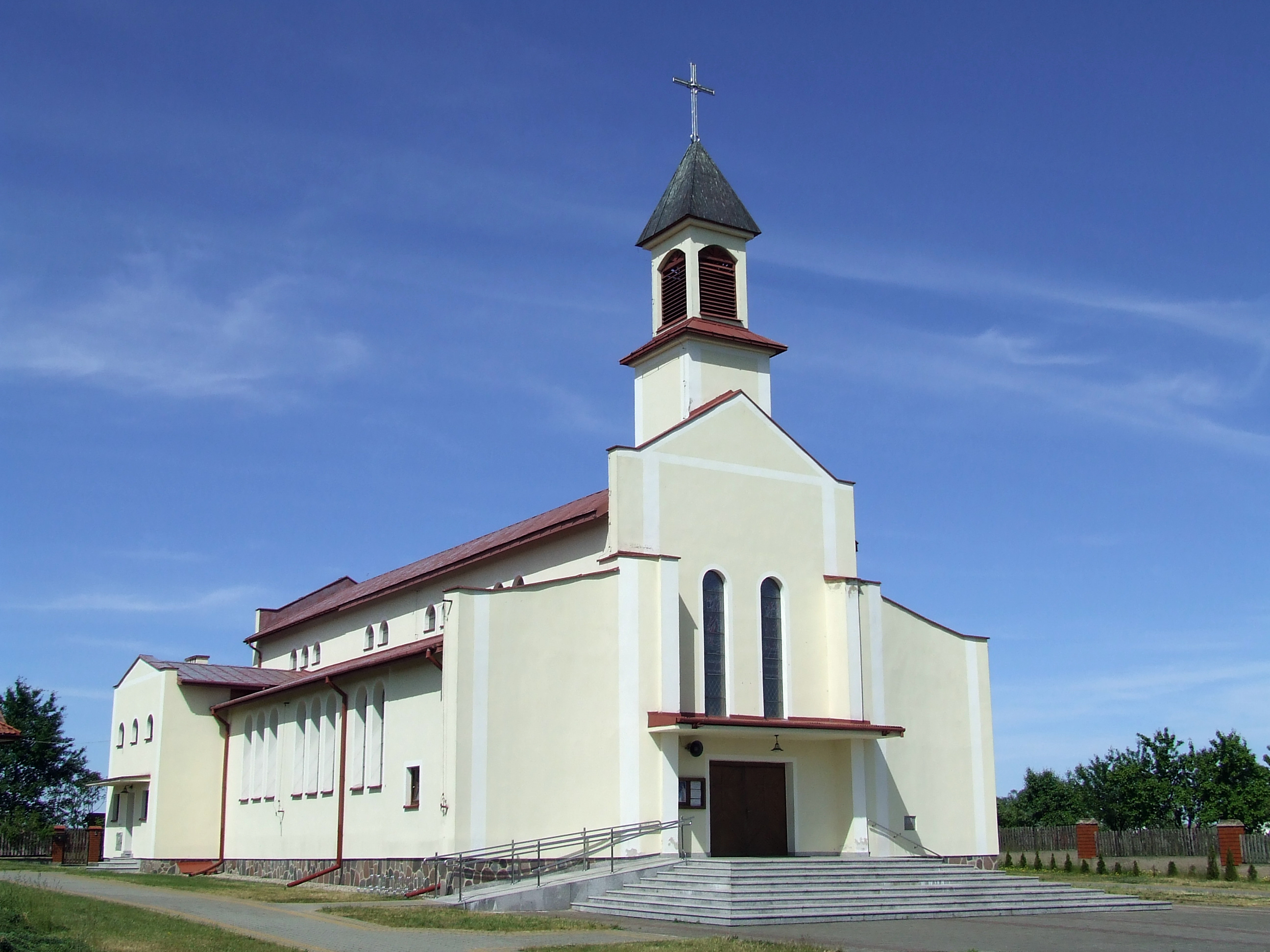
Kościół w Zabielu (czerwiec 2017)

## Religia
- Parafia pw. św. Jana Ewangelisty w Zabielu

## Kultura
- Gminna Biblioteka Publiczna w Kolnie – Filia w Zabielu
- Centrum Kształcenia na Odległość zlokalizowane przy budynku OSP Zabiele
- Centrum Kulturalno-Rozrywkowe w Zabielu

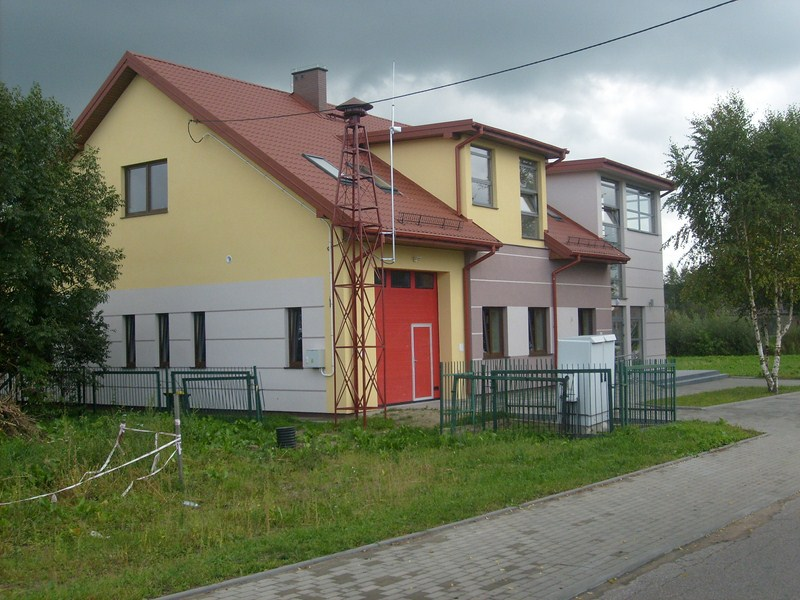
Ochotnicza Straż Pożarna i Centrum Kulturalno-Rozrywkowe w Zabielu (wrzesień 2012)

## Inne
- Ochotnicza Straż Pożarna w Zabielu